# Nogales (Sonora)
Pour les articles homonymes, voir Nogales.
Nogales, officiellement nommé Heroica Nogales, est une ville mexicaine de l'État de Sonora.

## Géographie

### Situation
Nogales est une municipalité située à l'extrémité nord de l'État de Sonora, sur la frontière américano-mexicaine, à 280 km au nord d'Hermosillo. Elle est bordée au nord par la ville américaine de Nogales dans l'Arizona.
Son territoire s'étend sur 1 675 km2 pour une altitude moyenne de 1 200 m.

### Voies de communication
La ville est reliée au reste du territoire mexicain principalement par la route fédérale n°15, connue sous le nom de route Mexico-Nogales.

## Histoire
À l'époque espagnole, la région fait partie de la Pimería Alta en Nouvelle Espagne, zone qui s'étendait aussi plus au nord, dans l'actuel Arizona et qui doit son nom au peuple Pimas. Au tournant des XVIIe et XVIIIe siècles, la région est le lieu d'implantation de missions espagnoles par le jésuite Eusebio Kino dans le désert de Sonora.
En 1841, un ranch du nom de Los Nogales de Elías est établi. Après l'installation d'un poste douanier en 1880, la ligne de chemin de fer du Sonora est ouverte deux ans plus tard, ce qui entraîne un afflux de population dans la zone. La municipalité est officiellement créée en 1884 et devient une ville (« ciudad ») en 1920.

## Personnalité
- Ana Guevara, née en 1977 à Nogales, est une athlète et femme politique.